# Gran Sinagoga de Bucarest
La Gran Sinagoga de Bucarest (en romanès: Sinagoga Mare din București), va ser alçada l'any 1845 a la ciutat romanesa de Bucarest, capital de Romania, per la comunitat jueva d'origen polonès asquenazita que hi havia aleshores a la ciutat. Posteriorment va ser reparada l'any 1865, redissenyada el 1903 i el 1909, repintada a l'estil Rococó el 1936 per Gherson Horowitz, durant la Segona Guerra Mundial va ser devastada per uns legionaris d'extrema dreta. Fou restaurada de nou l'any 1945. L'edifici és encara actiu en el segle xxi, i es fa servir com a lloc de pregària, i com a museu de la Xoà.